# Zaluzianskya marlothii
Zaluzianskya marlothii är en flenörtsväxtart som beskrevs av O.M. Hilliard. Zaluzianskya marlothii ingår i släktet Zaluzianskya och familjen flenörtsväxter. Inga underarter finns listade i Catalogue of Life.